# アルゴナウタイ
アルゴナウタイ（古典ギリシア語：Ἀργοναῦται, Argonautai）は、ギリシア神話においてコルキスの金羊毛を求めてアルゴー船で航海をした英雄たちの総称である。
ギリシア語の Ἀργοναύται は「アルゴーの船員」を意味する Ἀργοναύτης（Argonautēs, アルゴナウテース）の複数形である。ラテン語では Argonautae（アルゴナウタエ）、英語では Argonauts（アーゴノーツ）。

## 概要

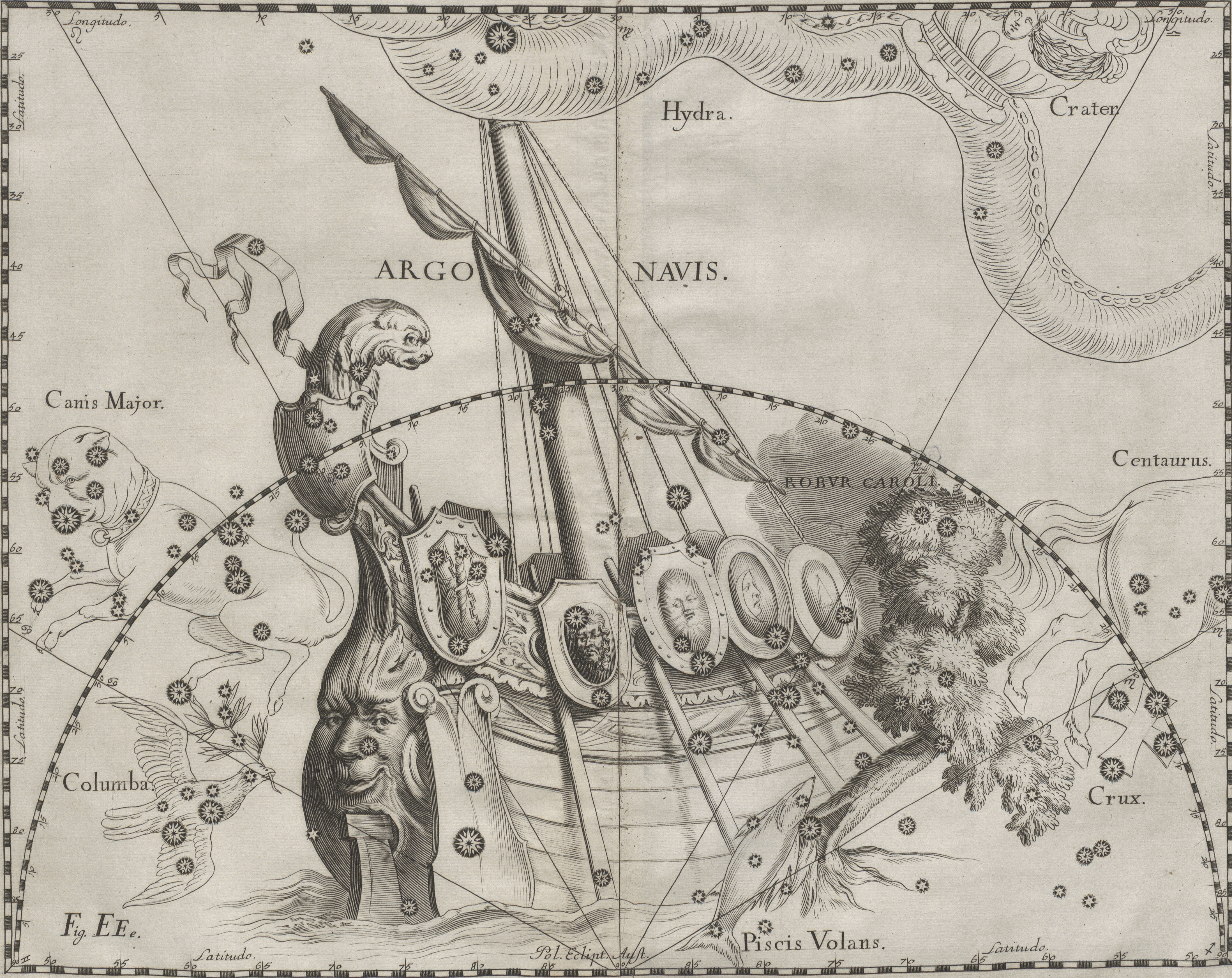
『ヘヴェリウス星図』 （1690年）よりアルゴ座の星座図—「物言う木」が船首ではなく船尾に描かれている（この図は天球儀の展開図として描かれているため、実際の星空と左右が逆転している）

時代設定はトロイア戦争の前。テッサリアーのイオールコスの王子イアーソーンは、父から王位を奪ったペリアースに王位の返還を求めるが、コルキス（黒海東端の王国。現在のグルジア西部）にあるという黄金の羊の毛皮（金羊毛）を要求される。イアーソーンは女神アテーナーの助言を受けて、プリクソスの子で船大工のアルゴスに50の櫂を持つ巨船を建造させ、船名をアルゴスの名から「アルゴー」（「快速」の意）とした。アテーナーは、ドードーナのオーク（日本語訳樫）からものを言う材木をアルゴーの船首につけた。イアーソーンが船員を募ると、ギリシア中から勇者たちが集まった。こうしてアルゴー船に乗り組んだ勇者をアルゴナウテース、総称としてアルゴナウタイという。
イオールコスを出航した一行は、レームノス島をはじめとした数々の冒険を経てコルキスに達した。コルキスではイアーソーンと恋に落ちたコルキスの王女メーデイアが加わり、目的の金羊毛の獲得に成功する。アルゴナウタイは、その後も冒険を重ね、部分的に脱落者も出しながらもイオールコスに帰還した。4ヶ月間の航海だったという。

## 神話の成立過程と解釈

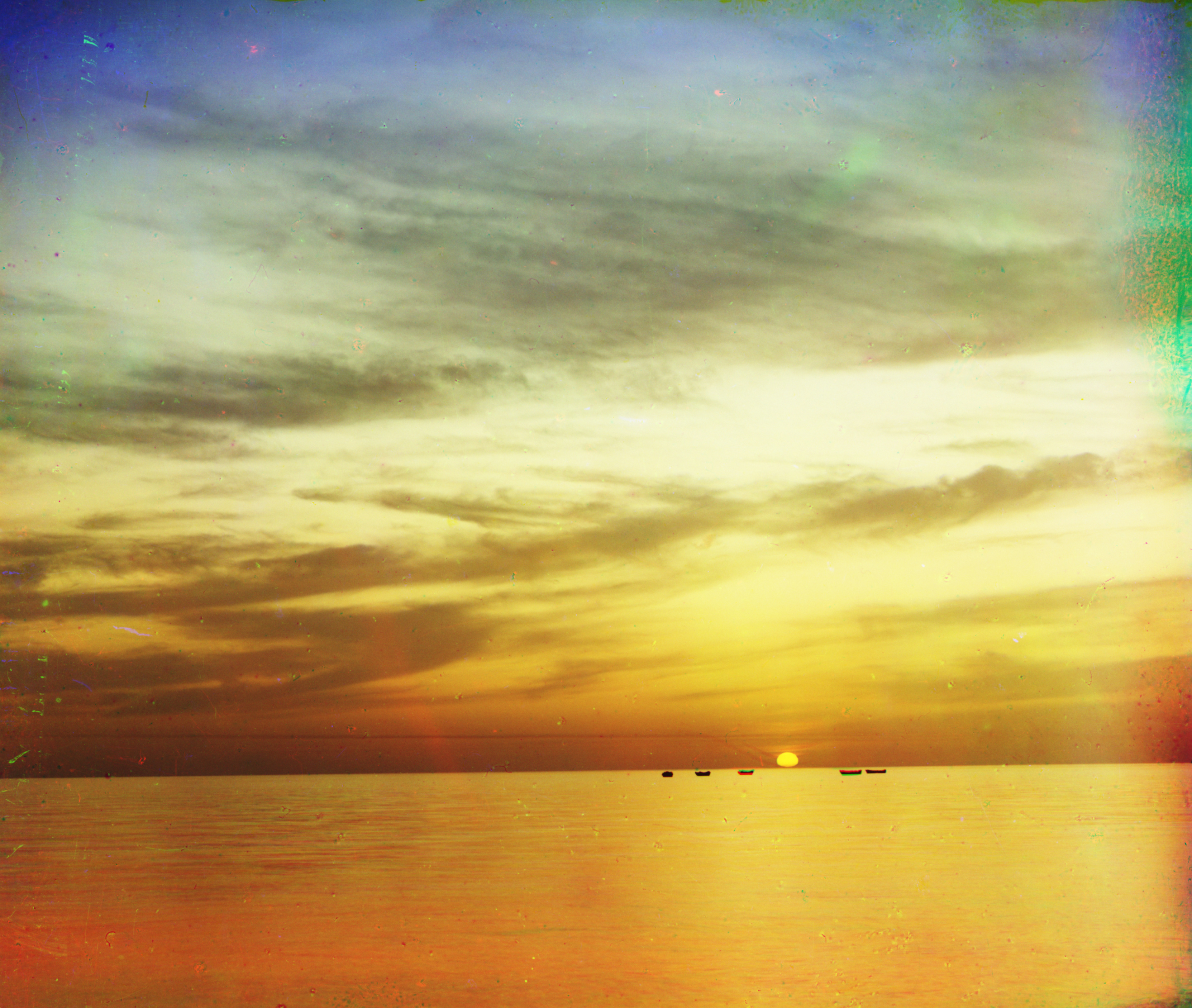
コルキス（現グルジア）近辺の黒海

### 歴史的事実との関連
アルゴナウタイの航海について、イギリスの詩人・神話研究家ロバート・グレーヴスは、その著書『ギリシア神話』で以下の3つの物語や歴史的事実が集成、混合されたものだとする。
- 他国の王子が王女との結婚によって王位継承者となるため、王から課せられた試練を乗り越える神話。イオールコスおよびコリントスで広まった。
- イオールコスから出発したオルコメノス人たちによる海上遠征。その遠征先は、東方ではなくアドリア海の奥であり、ポー川の下流マントヴァからほど近いコリカリアの地名が後にコルキスと混同された。コリカリアは当時琥珀交易の中継地だった。おそらくはプリクソスの息子キュティッソーロスが遠征隊を率いたものと思われる。彼は、プリクソスの脱出が引き起こした旱魃と疫病を食い止め、イアーソーン（癒す者）の名で呼ばれた。ホメーロスの『オデュッセイア』（紀元前8世紀ごろ成立）第12書でキルケーがアルゴナウタイについて物語る部分では、「浮き岩」（後のシュムプレーガデスの岩につながる）がセイレーンの島やスキュラ、カリュブディスと同じくシケリア島近辺にあり、東方経路については触れていない。また、ヘーロドトスやピンダロス（紀元前6世紀 - 紀元前5世紀）のころでもアルゴナウタイの航海経路はさまざまで定説はなかった。

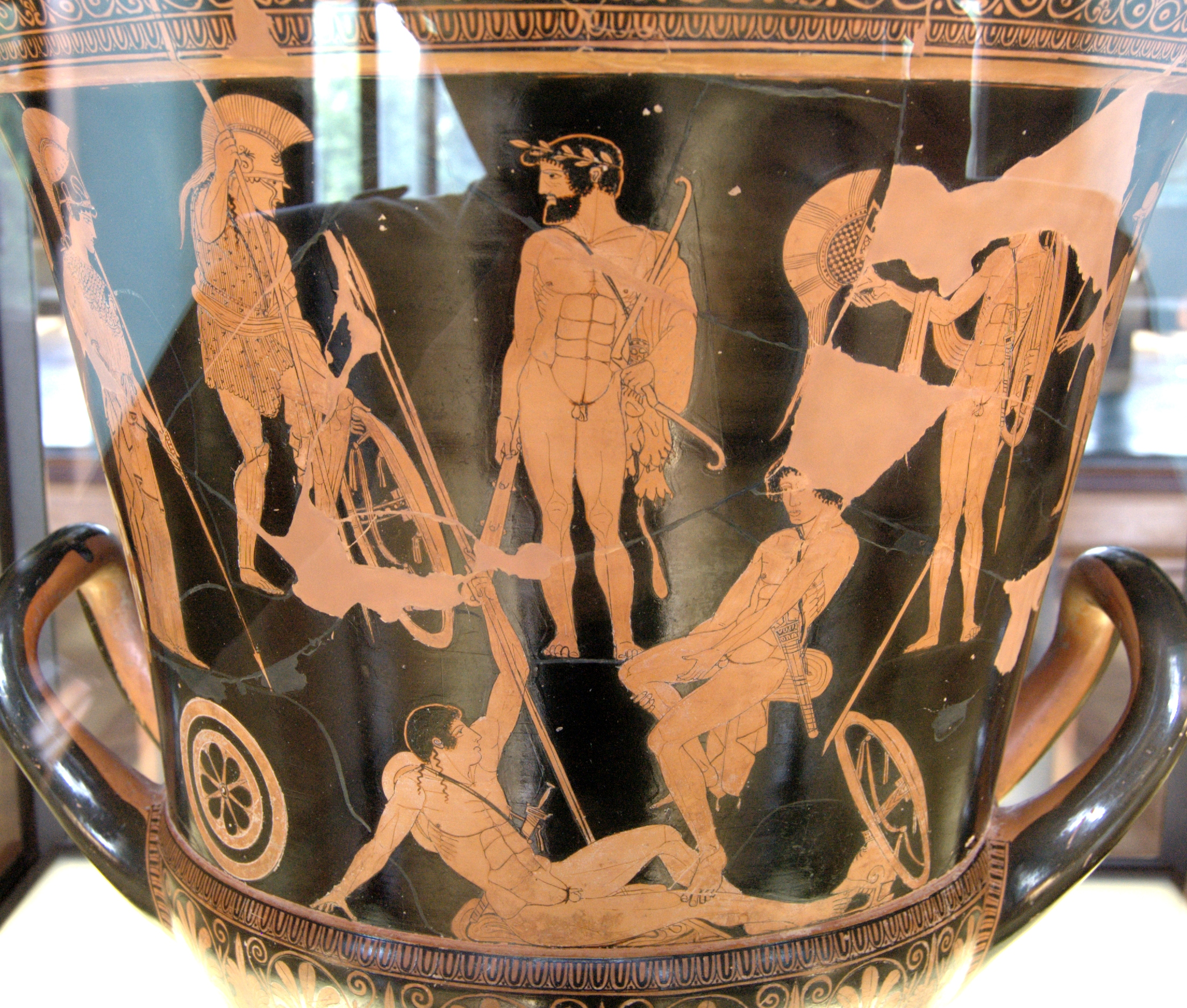
ヘーラクレースとアルゴナウタイの集結を描いた壺絵（紀元前460年 - 450年ごろ） ルーヴル美術館

- 上記とは別のミニュアース人による黒海南岸での初期の海賊行為。コルキスを流れるパーシス河（現在のリオニ川）では、河床に羊の皮を置いて砂金を採集していた。この遠征は、当時ヘレースポントスを押さえ黒海の交易を独占していたトロイア（第6市）への挑戦の意味があり、ヘーラクレースが指揮を執ったとも考えられる（ヘラクレスによるイリオス攻めを参照）。ギリシアのどの都市も、黒海における自国の交易権を主張するために、代表者としてのアルゴナウテースを必要としたのであり、吟遊詩人たちは、集成されたバラッドに一、二名の新しい名前を喜んで付け加えた。こうして幾通りものアルゴナウタイの名簿が残ることになった。以上の航海は、トロイア戦争以前の紀元前13世紀ごろに起こったものであるとしている。

### 彼岸世界との往来
一方、ハンガリーの神話学者カール・ケレーニイは、その著書『ギリシアの神話』（英雄の時代）で以下のように指摘している。アイエーテースは太陽神ヘーリオスの子だが、元来ヘーリオスの対立者でもあって、冥界のハーデース的存在であった。さらに、アイエーテースの町はアイアと呼ばれ、王の名はここから得られている。アイアはコルキスと同一視されるが、本来は「エーオース（暁の女神）の国」という意味であり、不滅の神のための地であった。ピーネウスの宮殿もまた、元来は暗黒の国、冥界が始まる場所であった。このように、イアーソーンとアルゴナウタイの探索は、人間界の彼岸から金羊毛を持ち帰る仕事であったとしている。

### 黄道星座の構成要素
グレーヴスによれば、アルゴナウタイの航海と黄道十二星座の関連を指摘したのはアイザック・ニュートンである。物語がエジプト、とりわけアレクサンドリアの十二星座の影響を受けた可能性があるとする。
星座と物語が対応する要素として挙げられるのは、おひつじ座→プリクソスの金毛の牡羊、おうし座→青銅の足を持つアイエーテースの牡牛、ふたご座→ディオスクーロイ（カストールとポリュデウケース）、しし座→ドリオニアの王キュージコスが殺したというレアーのライオン、おとめ座→メーデイア、てんびん座→ケルキューラ島でのアルキノオスの裁定、いて座→ヘーラクレース、やぎ座→レームノス島での求愛の象徴、みずがめ座→アイギーナ島での水汲み競争、である。さらに、隠れた要素として、さそり座→蛇、かに座→再生の象徴としての黄金虫があるとする。隠れた要素とは、航海には直接現れないが、アルゴナウタイの帰還後、メーデイアがアテーナイを追放され、イタリアでマルビウム人たちに「蛇遣いの術」を教えたという伝承、もうひとつはメーデイアがペリアースを謀殺したときのように、大釜を用いて再生（若返り）の魔法を使ったことを指すものと考えられる。

## アルゴー船の乗組員
アルゴナウタイの数は約50名であったといわれる（シケリアのディオドーロス『歴史叢書』は54名を挙げ、ロドスのアポローニオス『アルゴナウティカ』は55名を挙げ、ガーイウス・ユーリウス・ヒュギーヌス『ギリシャ神話集』は64名を挙げ、ガーイウス・ウァレリウス・フラックス『アルゴナウティカ』は52名を挙げる。）が、ツェツェース (John Tzetzes) （およそ1110年 - 1180年）のように100名の名を挙げる例もある。このような英雄の集結は、トロイア戦争以前では最大のもの。カール・ケレーニイによると、この神話の古い形では、乗組員はミニュアース族であり、テッサリアでアタマースが支配していた領地の住民から成っていた。
以下は乗員の一覧である。アポロドーロスによる文献に登場する人物には登場順に番号を振ってある。「－」になっている人物は、他説においてアルゴナウタイに数えられる場合がある人物である（ただしそのすべては網羅していない）。なお、一般的にイアーソーンおよび後に乗船するコルキス王女メーデイアは、アルゴナウタイとして数えない。
| 登場順 | 名前             | 綴り         | 続柄                                              | 兄弟                           | 備考/来歴/他                                 |
| ------ | ---------------- | ------------ | ------------------------------------------------- | ------------------------------ | -------------------------------------------- |
| 1      | ティーピュス     | Tiphys       | ハグニアースの子                                  |                                | 舵取り。                                     |
| 2      | オルペウス       | Orpheus      | オイアグロスの子                                  |                                | 竪琴の名手。                                 |
| 3      | カライス         | Kalais       | ボレアースの子                                    | ゼーテースとは兄弟             | 翼を持ち飛行することができる。               |
| 4      | ゼーテース       | Zetes        | ボレアースの子                                    | カライスとは兄弟               | 翼を持ち飛行することができる。               |
| 5      | カストール       | Kastor       | ゼウスの子                                        | ポリュデウケースとは双子の兄弟 |                                              |
| 6      | ポリュデウケース | Polydeukes   | ゼウスの子                                        | カストールとは双子の兄弟       |                                              |
| 7      | テラモーン       | Telamon      | アイアコスの子                                    | ペーレウスとは兄弟             | 大アイアースの父。                           |
| 8      | ペーレウス       | Peleus       | アイアコスの子                                    | テラモーンとは兄弟             | アキレウスの父。                             |
| 9      | ヘーラクレース   | Herakles     | ゼウスの子                                        |                                | 古今無双の英雄。                             |
| 10     | テーセウス       | Theseus      | アイゲウスの子                                    |                                | アテーナイの王子でミノタウロスを倒した英雄。 |
| 11     | イーダース       | Idas         | アパレウスの子                                    | リュンケウスとは双子の兄弟     |                                              |
| 12     | リュンケウス     | Lynkeus      | アパレウスの子                                    | イーダースとは双子の兄弟       |                                              |
| 13     | アムピアラーオス | Amphiaraos   | オイクレースの子                                  |                                | テーバイ攻めの七将の一人。                   |
| 14     | カイネウス       | Kaineus      | コローノスの子                                    |                                |                                              |
| 15     | パライモーン     | Palaimon     | ヘーパイストスまたは アイトーロスの子             |                                |                                              |
| 16     | ケーペウス       | Kepheus      | アレオスの子                                      |                                |                                              |
| 17     | ラーエルテース   | Laertes      | アルケイシオスの子                                |                                | オデュッセウスの父。                         |
| 18     | アウトリュコス   | Autolykos    | ヘルメースの子                                    |                                |                                              |
| 19     | アタランテー     | Atalante     | スコイネウスの娘                                  |                                | 俊足の狩人。                                 |
| 20     | メノイティオス   | Menoitios    | アクトールの子                                    |                                |                                              |
| 21     | アクトール       | Aktor        | ヒッパソスの子                                    |                                |                                              |
| 22     | アドメートス     | Admetos      | ペレースの子                                      |                                |                                              |
| 23     | アカストス       | Akastos      | ペリアースの子                                    |                                |                                              |
| 24     | エウリュトス     | Eurytos      | ヘルメースの子                                    |                                |                                              |
| 25     | メレアグロス     | Meleagros    | オイネウスの子                                    |                                | カリュドーンの王子。                         |
| 26     | アンカイオス     | Ankaios      | リュクールゴスの子                                |                                |                                              |
| 27     | エウペーモス     | Euphemos     | ポセイドーンの子                                  |                                | 泳ぎの名手。                                 |
| 28     | ポイアース       | Poias        | タウマコスの子                                    |                                |                                              |
| 29     | ブーテース       | Boutes       | テレオーンの子                                    |                                | アテーナイの養蜂家。                         |
| 30     | パーノス         | Phanos       | ディオニューソスの子                              | スタピュロスとは兄弟           |                                              |
| 31     | スタピュロス     | Staphylos    | ディオニューソスの子                              | パーノスとは兄弟               |                                              |
| 32     | エルギーノス     | Erginos      | ポセイドーンの子                                  |                                |                                              |
| 33     | ペリクリュメノス | Periklymenos | ネーレウスの子                                    |                                |                                              |
| 34     | アウゲイアース   | Augeias      | ヘーリオスの子                                    |                                | エーリス王。                                 |
| 35     | イーピクロス     | Iphiklos     | テスティオスの子                                  | メレアグロスの叔父             |                                              |
| 36     | アルゴス         | Argos        | プリクソスの子                                    |                                |                                              |
| 37     | エウリュアロス   | Euryalos     | メーキステウスの子                                |                                | エピゴノイの一人。                           |
| 38     | ペーネレオース   | Peneleos     | ヒッパルモスの子                                  |                                |                                              |
| 39     | レーイトス       | Leitos       | アレクトールの子                                  |                                |                                              |
| 40     | イーピトス       | Iphitos      | ナウボロスの子                                    |                                |                                              |
| 41     | アスカラポス     | Askalaphos   | アレースの子                                      | イアルメノスとは兄弟           |                                              |
| 42     | イアルメノス     | Ialmenos     | アレースの子                                      | アスカラポスとは兄弟           |                                              |
| 43     | アステリオス     | Asterios     | コメーテースの子                                  |                                |                                              |
| 44     | ポリュペーモス   | Polyphemos   | エラトスの子                                      |                                |                                              |
| 45     | ヒュラース       | Hylas        | テイオダマースの子                                |                                | ヘーラクレースの随行者。                     |
| 46     | イドモーン       | Idmon        | アバースとキューレーネーの子 (アポローンの子とも) |                                | 予言者。                                     |
| －     | アイタリデース   | Aithalides   | ヘルメースの子                                    |                                | アルゴナウタイで使者を務めたという。         |
| －     | アンピーオーン   | Amphion      | ヒュペラシオスの子                                |                                |                                              |
| －     | アスクレーピオス | Asklepios    | アポローンの子                                    |                                | 医術の天才。                                 |
| －     | エキーオーン     | Ekhion       | ヘルメースの子                                    | (エウリュトスの兄弟)           |                                              |
| －     | イオラーオス     | Iolaos       | イーピクレースの子                                |                                |                                              |
| －     | モプソス         | Mopsos       | アポローンの子                                    |                                | 予言者。                                     |
| －     | ナウプリオス     | Nauplios     | アミューモーネーの子                              |                                |                                              |
| －     | オイーレウス     | Oileus       | ホドイドコスの子                                  |                                |                                              |
| －     | ペイリトオス     | Peiritho'os  | イクシーオーンの子                                |                                | ラピテース族の王でテーセウスの盟友。         |
| －     | ピランモーン     | Philammon    | アポローンの子                                    |                                |                                              |
| －     | ピロクテーテース | Philoktetes  | ポイアースの子                                    |                                | ヘーラクレースの親友で弓の名手。             |

## 神話
アルゴナウタイの神話は、原典資料やこれを扱った研究資料によっても異説が多い。以下は、古典期のアポロドーロスを基本とし、現代のケレーニイおよびグレーヴスの記述を補足的に付加したものである。他の異説や解釈、細かな補足については脚注で述べる。

### コルキスの金羊毛
テッサリアーの王アタマースは妻ネペレーとの間に息子プリクソスと娘ヘレーがあった。アタマースはのちにイーノーを後妻にめとり、イーノーはネペレーの子供たちに悪意を抱いていた。テッサリアで起こった不作のため、アタマースが神託を受けようとしたとき、イーノーはデルポイへの使者に工作して、プリクソスを生け贄にするよう神託があったといわせた。土地の住民から強いられ、やむなくアタマースはプリクソスを祭壇に連れて行ったが、ネペレーがプリクソスを奪い、ヘルメースから授かった金毛の雄羊の背にヘレーとともに乗せた。羊は空を飛んで海を渡った。
その途中でヘレーは海に落ちてしまい、その地は「ヘレースポントス（ヘレーの海）」と呼ばれるようになった。現在のダーダネルス海峡である。しかし、プリクソスはコルキスに到達して王アイエーテースに迎えられた。プリクソスは金毛の羊をゼウスに捧げ、その皮をアイエーテースに与えた。アイエーテースは金毛の羊の皮をアレースの杜にある樫の木に打ち付けた。これがコルキスの金羊毛である。

### アルゴナウタイの航海

#### レームノス島
レームノス島の女はアプロディーテーを崇拝しなかったため、女神は女たちが悪臭を発するようにした。このため男たちは妻と寝ずに、トラーキア付近から捕虜の女を連れ帰って相手とした。侮辱された女たちは、夫や父親を皆殺しにした。このなかでトアース王の娘ヒュプシピュレーだけは父親を舟に隠して逃がし、命を救った。ヒュプシピュレーは女だけになった島を女王として治めた。アルゴナウタイは島の女たちに迎えられ、寝所をともにした。イアーソーンはヒュプシピュレーと交わり、息子のエウネーオスとネプロポノスが生まれた。

#### ドリオニア
アルゴナウタイはキュージコス王の歓待を受けた。しかし、夜に出航したところ、逆風に遭って知らずにドリオニアに吹き戻された。ドリオニア人たちは、かねて戦闘状態にあったペラスゴイ人の軍勢だと思い込み、互いに相手を知らずに戦いとなった。この戦いで、アルゴナウタイはキュージコスを殺してしまったことを夜明けとともに知った。彼らはこれを嘆いて頭髪を切り、王を手厚く葬った。
その後、何日もの間風雨に妨げられて出航できなかった。キュージコスがかつてレアーの聖獣であるライオンを殺したことと、アルゴナウタイがこの地で手が6本ある巨人を倒したことにレアーが腹を立てていることが判明し、アルゴスが女神の像を建ててディンデュモン山頂で踊ると順風が吹き始めた。

#### ヘーラクレースの脱落
ミューシアーにおいて、ヘーラクレースが愛していたヒュラースが水汲みにいったところ、あまりの美貌のために水のニュンペーたちにさらわれてしまった。ヒュラースの叫び声を聞きつけたポリュペーモスは、盗賊だと思って刀を抜いて後を追った。ヘーラクレースに出会ったので、このことを話し、二人でヒュラースを探しているうちに、アルゴー船は出航してしまった。ポリュペーモスは、この地にキオス市を建設して王となった。ヘーラクレースはアルゴスに戻った。一説には、このとき一部の乗組員はヘーラクレースを乗船させるためにティーピスに船を戻させようとしたが、カライスとゼーテースがこれを妨害した。このことを恨んだヘーラクレースは、後に二人をテーノス島で殺したという。

#### ベブリュクス人との拳闘試合
この島の王アミュコスはポセイドーンの子で、外国人が来ると拳闘試合で殺していた。アミュコスに挑戦されたアルゴナウタイは、ポリュデウケースが試合に応じ、逆にアミュコスを撃って殺した。ベブリュクス人たちがポリュデウケースに殺到したので、アルゴナウタイは武器を取って多くの者を殺した。

#### ピーネウスの救済、シュムプレーガデスの岩

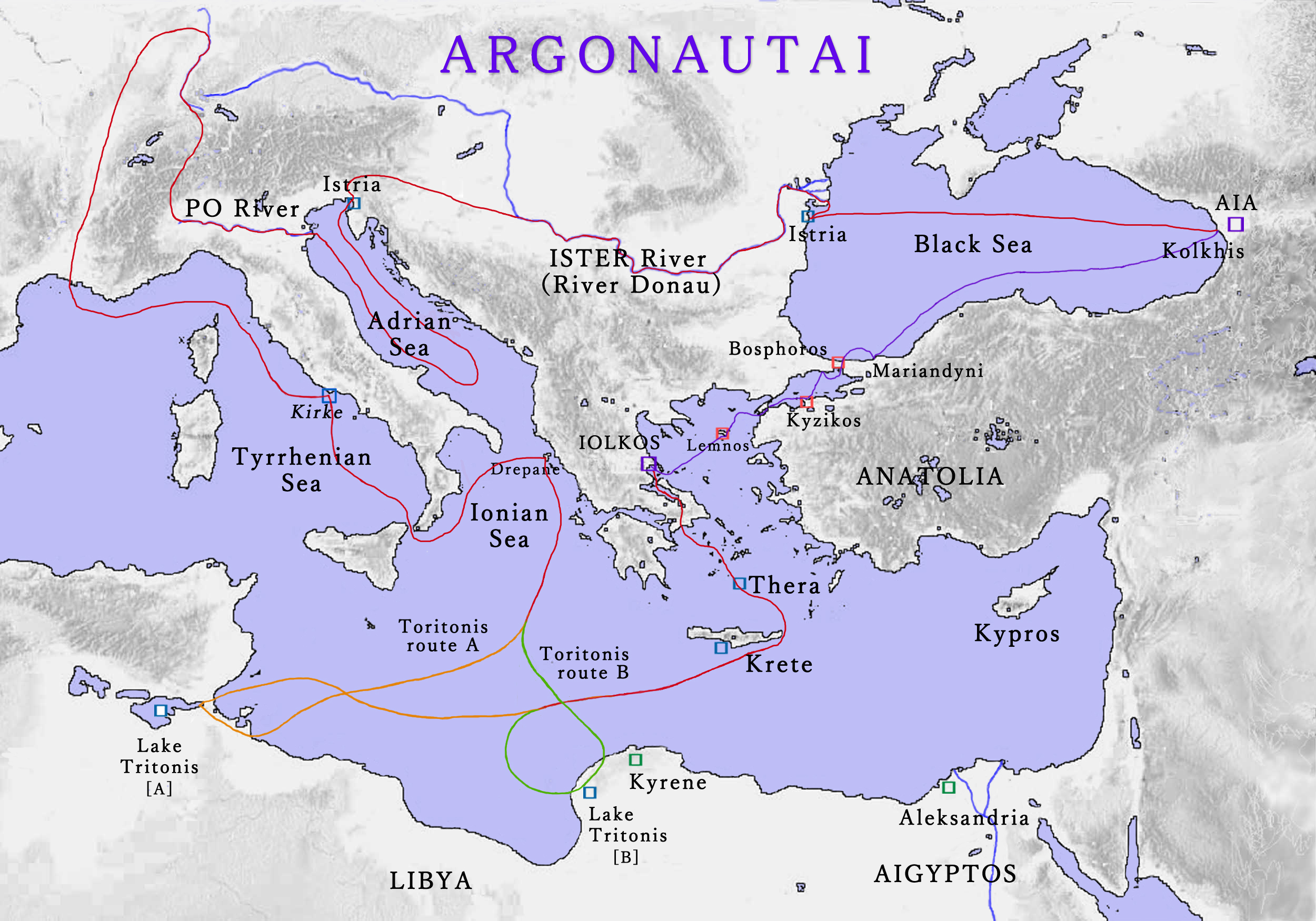
アルゴー号の航路 （紫が往路、赤が帰路）

アルゴナウタイは、サリュミュデーソスの地に住む盲目の予言者ピーネウスに航海の助言を求めた。ピーネウスは、人間の未来を予言したために罰せられ、盲目にされたうえ、神々はこの地にハルピュイアを遣わした。ピーネウスの食事が用意されると、ハルピュイアたちが空から飛び降りてきてこれをさらってしまう。残った食べ物も臭気に満ちて食べることができなかった。ピーネウスがハルピュイアたちから自分を救ってくれれば助言すると応じたので、彼らはピーネウスの食卓を用意した。ハルピュイアたちが食べ物を奪うと、翼を持つカライスとゼーテースが刀を抜き、これを追って飛び立った。
ハルピュイアは、ボレアースの子供たちの手にかかって死ぬこと、一方ボレアースの子供たちもハルピュイアを追いかけて捕まえることができなかったときには死ぬことが運命づけられていた。ハルピュイアの一人はペロポネーソス半島のディグレース河に落ち、その名をとってハルピュースと呼ばれるようになった。もう一人はプロポンティスを経てエキーナデス群島まできた。ここでハルピュイアは方向を変え(estraphe)、海岸で疲労のあまり追跡者とともに墜落したため、この島は「ストロパデス」と呼ばれるようになった。
救われたピーネウスは、アルゴナウタイに航海の路を示し、シュムプレーガデスの岩について忠告した。シュムプレーガデスは巨大な岩と岩が激突して海路を塞ぐ難所で、岩の上方には深い霧がかかり、岩が動いて衝突する音が絶えず轟々と鳴り響いていた。ピーネウスは一羽の鳩を岩の間に放ち、無事に通過できたら通っても良いといった。いわれたとおりに鳩を放つと、飛ぶ鳩の尾の端を岩が合して切り取った。岩が再び引いたときにアルゴナウタイは力一杯漕ぎ、ヘーラーの助けもあって船は通り抜けることに成功したが、艫の端の部分が岩に切り取られてしまった。このとき以来、シュムプレーガデスの岩は動かなくなった。もし船が一隻でも通り抜けたときは、岩は全く動かなくなることが定められていたのである。

#### アポローンとの遭遇
マリアンデューノイ人の国でアルゴナウタイはリュコス王の歓待を受けたが、この地で予言者イドモーンが猪に突かれて死に、ティーピュスも病を得て死んだ。そこでアンカイオスが船の舵を取った。
テューニアス島では、リュキアからヒュペルボレイオス人のもとへ向かって海の上を急ぐアポローンに出会った。アルゴナウタイはアポローンに祈りを捧げ、アポローンが狩の幸運を授けたので、この地で得られた豊富な収穫を神に捧げた。

#### コルキス
パーシス河に至ると、イアーソーンはコルキス王アイエーテースのもとを訪れ、金羊毛を渡してくれるように頼んだ。アイエーテースはイアーソーンに難題を課したが、アイエーテースの娘メーデイアがイアーソーンに恋して彼を助け、イアーソーンは金羊毛を手に入れることに成功した。イアーソーンとアルゴナウタイはメーデイアを連れてコルキスを脱出し、その際メーデイアは弟のアプシュルトスを殺害する。

#### 帰路の冒険
ゼウスはメーデイアのアプシュルトス殺害を怒り、嵐を送って航路を妨げた。アルゴー船の物言う木がアルゴナウタイに助言し、彼らはリグリア海、ケルト人の国を通り、サルディニア海を経てアイアイエー島に渡り、この島に住むキルケーに罪の浄めを受けた。
セイレーンのそばを通ったときは、オルペウスがセイレーンに対抗して歌い、乗組員を船に引き止めた。ただし、ブーテースひとりはセイレーンに魅せられて泳ぎ去った。アプロディーテーが彼を救い、リリュバイオンに住まわせたという。
セイレーンから逃れると、カリュブディス、スキュラ、その上に大きな火と煙が立ち上っている浮き岩が行く手に現れた。しかし、ヘーラーがテティスに命じ、海のニュンペーたちがアルゴナウタイを守って通過させた。
パイアーケス人の島ケルキューラに来たとき、コルキスからの追っ手が島の王アルキノオスにメーデイアの引き渡しを要求した。アルキノオスは、メーデイアがまだ処女であればその父親に送り返し、もしイアーソーンと夫婦の契りを交わしたのであれば、イアーソーンに与えようと答えた。アルキノオスの妃アーレーテーが機先を制してメーデイアとイアーソーンを契らせたため、アルゴナウタイはメーデイアを連れて出発した。

#### アフリカへ流される
嵐に見舞われ、9日間流されたアルゴー船はリビュアーに漂着し、砂漠の奥地まで押し上げられてしまった。ここでアルゴナウタイは陸路をとった。というのは、リビュエーの3人の娘が現れ、母親が胎内に重荷を負ってくれたのと同じ恩を報いよと助言したので、英雄たちはアルゴー船を担ぎ、渇きに苦しめられながら12日間、トリートーニス湖まで運んだ。ここで海神トリートーンが船を地中海まで押し出してくれた。

#### クレーテー島 - 帰還
クレーテー島に着こうとしたところ、島の番をしていたタロースが石を投げつけて攻撃してきた。タロースはヘーパイストスがミーノースに与えた青銅巨人で、首から踵までただひとつの血脈を持ち、踵に青銅の釘がはめ込まれていた。メーデイアはタロースを欺いて薬で狂わせた。あるいは、不死にするといってメーデイアがタロースの踵の釘を抜いたところ、神血が全部流れ出してタロースは死んだ。別の説では、ポイアースがタロースのかかとを射て倒したともいう。
クレーテー島を出て真夜中に嵐に襲われ、海路を見失ったとき、再びアポローンが現れた。アポローンはメランティオス山の背に立ち、海中に矢を射て稲妻を放った。この地で見いだした孤島にアルゴナウタイは「アナペー」（ギリシア語で「アナプトー」とは輝く火を付ける意）と名付け、アポローン・アイグレーテス（輝けるアポローン）の祭壇を建てた。
アイギーナ島に寄航すると、アルゴナウタイはこの地で水汲み競争に興じ、ヒュドロポソアの祝祭を創設した。その後エウボイアとロクリスの間を通って、イオールコスのパガサイ湾（現在のウォロー湾）に帰り着いた。

## アルゴナウタイを描いた古典文学
『オデュッセイア』
ホメーロスの叙事詩。紀元前8世紀ごろ成立。アルゴナウタイについて言及した作品としては、現存する最古のもの。第12書でキルケーがアルゴナウタイについて物語る。
『ピューティア第四祝勝歌』
紀元前6世紀 - 紀元前5世紀の詩人ピンダロスによる、キュレネの王アルケシラースを称える歌。『ピューティア捷利歌』とも。アルケシラースは紀元前7世紀にテーラ島（現サントリーニ島）からリビュアーに移ってキュレネを創建したバットスの子孫であり、バットスはまたアルゴナウタイのひとりエウペーモスの子孫だとされる。
散逸した古代の作品
古代ギリシアにおいて、悲劇詩人たちはアルゴナウタイの冒険を題材にした作品を書いていることが記録に残されたタイトルから判断できるが、完全な形で現存する作品はない。また『ナウパクティアー』（Naupaktia）、エウメロスの『コリンティアカ』（Korinthiaka）などといった叙事詩もあったらしいが、同様に散逸してしまっている。
『アルゴナウティカ』
紀元前3世紀ごろの詩人ロドスのアポローニオスによる叙事詩。アルゴナウタイを主題とした作品としては、現存するもっとも古いもの。1世紀ローマ白銀期の詩人ガーイウス・ウァレリウス・フラックスの同名の叙事詩は、それを基にしたもの（一部創作、一部翻訳）。同じ1世紀のローマの詩人ウァロ・アタキヌスによるラテン語翻訳版もある。
『ビブリオテーケー』（邦題『ギリシア神話』）
アポロドーロス（1世紀から2世紀の人と推定されている）による。古代ギリシアの伝承を網羅的に集めたもの。

## 神話に由来する事物
- 金羊毛騎士団 - 1430年にブルゴーニュ公フィリップ善良公によって作られた世俗騎士団。スペイン王家が授与する「金羊毛勲章」としてもその名を残している。
- 『金羊毛』（Золотое руно） - ロシア象徴主義の担い手となった文芸誌（1906年 - 1909年）。
- フェーベ (衛星) - 土星の衛星。クレーターのうち24個には「イアソン」ほかアルゴナウタイに因んだ名前がつけられている。
- ARGO計画 - 海洋物理学、水産学や「海の天気予報」の確立をめざした国際的な研究計画。海面高度計を搭載した人工衛星ジェイソン1もイアーソーンにちなんだ名称であり、ARGO計画と関係が深い。
- アオイガイの学名 - アオイガイは、学名を Argonauta argo といい、アオイガイ上科 (Argonautoida) 、アオイガイ科 (Argonautidae) 、アオイガイ属 (Argonauta) に属する（上科から属までのタクソンの学名に Argonaut- を含む）。
- ダイドー級軽巡洋艦 - イギリス海軍が建造した軽巡洋艦の艦級。アルゴナウタイの英雄に因んだ艦名がある。
- ブルックス・ブラザーズ - アメリカ合衆国の服飾店。商標やタグに「ゴールデン・フリース」が使われている。
- 「ゴールデン・フリース」 - アメリカのミリタリー・グッズのブランド名。
- MZ (コンピュータ) - SHARPが販売していたパソコンのシリーズ名。シンボルマークとしてアルゴー船が描かれていた。